# Чапаевское (Краснодарский край)
Чапаевское — упразднённое село в Калининском районе Краснодарского края России. На момент упразднения входило в состав Джумайловского сельского округа. Исключено из учётных данных в 2002 году.

## География
Располагался на восточном краю болота Балка Косатая, в 6 км, по прямой, к северо-западу от хутора Джумайловка.

## История
Первые поселения — хутора на месте села, образованы в 1920 году. По данным на 1925 год на месте села отмечены два хутора Горбулевский и Колесникова состоящие, соответственно, из 12 и 9 хозяйств. В 1926 году хутора уже объеденины под названием хутор Коневецкого, который состоял из 70 хозяйств. В административном отношении он входил в состав Зареченского сельсовета Поповичского района Кубанского округа Северо-Кавказского края.
К 1950-м годам, по всей видимости, от хутора Коневецкого обособился хутор Церковянский.
В 1963 году указом Президиума Верховного Совета РСФСР хутор Церковянский переименован в село Чапаевское Тимашевского сельского района.
Решением КИК от 26.08.1972 года хутор Каневецкий исключен из учётных данных, в связи с переселением жителей в станицу Калининскую.
Постановлением заксобрания Краснодарского края от 24.04.2002 № 1474-П село исключено из учётных данных.

## Население
По данным на 1999 год село состояло из 2 хозяйств, в нём проживал 1 человек.